# José Ruperto Monagas

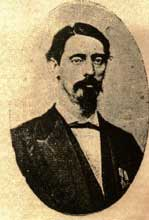
José Ruperto Monagas

José Ruperto Monagas (1831 - 12 de Junho de 1880) foi um político venezuelano e presidente da Venezuela.